# Struthiopteris europaea
Struthiopteris europaea là một loài dương xỉ trong họ Blechnaceae. Loài này được Hornem. mô tả khoa học đầu tiên năm 1815.
Danh pháp khoa học của loài này chưa được làm sáng tỏ. 